# 進研模試
進研模試（しんけんもし）は、ベネッセコーポレーションが大学受験対策に行っている民間模擬試験。同社の登録商標（商標登録番号第3189477号他）である。駿台予備学校とともに「駿台・ベネッセ模試」も展開している。受験者数が多いこと、母集団が安定していて信頼性の高いデータが得られることが特徴。申し込みは原則として学校団体受験のみとなっている。
なお、進学研究会（略称：進研）が首都圏で実施している「Vもぎ」と混同されることがあるが、運営団体も含め別のものである。

## 内容
藤田賢は、同じくベネッセが行う模試であるスタディーサポートと比べて出題範囲が狭くかつ難易度の幅が広いため、進研模試の受験生の偏差値は散らばるようになっていると述べている。また、模試の結果として受験者から得られる情報はベネッセ側で加工されて受験者にフィードバックされる。合格可能性判定は受験生の成績に応じており、かつてはA=80%以上、B=60%以上、C=40%以上、D=40%未満の四段階で判定された。その後は20%を閾値としてE判定が追加されている。

## 利用状況
ベネッセコーポレーションが実施している民間模試である進研模試は、全国の高等学校3000校が利用しており、受験者数は約40万人に達する。具体的には、2013年度の大学入試センター試験の受験者数54万3271人に対して2012年度3年生の総合学力マーク模試・6月の受験者数は43万9334人におよび、センター試験受験者数の約81%に上る。中澤敏浩はこれを社会的な影響力も大きいかなりの高率としており、全国の進学希望の高校生が受験していて、安定した母集団に基づく信頼性の高いデータが提供されると述べている。
大学進学を希望する学生だけでなく、大学側も模試の結果提示される大学偏差値を指標として利用しているケースがある。国立情報学研究所の「ロボットは東大に入れるか」プロジェクトでは、人工知能の読解力の指標として2016年の進研模試の総合学力マーク模試・6月が使用された。

### 不正
進研模試はある程度の決まった時期はあるものの実施日は全国で統一されているわけではなく、学校によってバラつきがある。インターネット掲示板上に模試の問題と解答を書き込み、試験日の異なる他の高校の生徒が事前に答えを用意する、いわゆる「ネタバレ」が2005年ごろから確認されている。その後はTwitterをはじめとする各種ソーシャル・ネットワーキング・サービス (SNS) やインターネットオークションサービス上でも電子マネーを介した問題解答の売買が行われている。既に不正な取引の削除申請に乗り出していたベネッセは2018年からメルカリ・ヤフー（ヤフオク!）・楽天グループ（ラクマ）の3社と連携を開始したが、SNSについてはSNSの運営会社の裁量となるため確実な対処には至っていない。
進研模試は学校によっては内部進学の合否判定やクラス分けの基準に用いられることがあるほか、予備校では模試の成績で特待生が決まるケースもありえるため、そういった場合には模試の「ネタバレ」にメリットが生じてしまう。しかし外部進学の場合、進研模試は内申点や大学推薦に影響することはなく、また不正を行っても自身の学力が実際に高まるわけではないため、一般に「ネタバレ」にメリットはないとされる。また模試の不正によってもたらされるデメリットとして、弁護士の坂口靖は以下を指摘している。
- 模試の実施という業務が妨害されていること、また主催者の望まない行為で欺いて受験していることから、偽計業務妨害罪が成立する可能性がある。
- 予備校の授業料が下がるなど不正受験によって受験者が金銭的恩恵を受けた場合、詐欺罪が成立する可能性がある。
- 内部進学やクラス分けなどの恩恵は財産上の利益とまでは判断しにくく、詐欺罪が成立する可能性は低い。ただし、不正の事実が発覚すれば信用は失墜し地位も失われるほか、自身の実力を超えた場所にいると苦労する可能性が高い。

## 制作
社会情勢の変化を受けて改訂される学習指導要領を踏まえ、日本全国の専門家や教員と共に制作される。